# The Karelian Isthmus
The Karelian Isthmus je prvi studijski album finske težkometalne skupine Amorphis, izdan leta 1992.

## Seznam pesmi
1. Karelia – 0.43
2. The Gathering – 4.12
3. Grail's Mysteries – 3.02
4. Warriors Trial – 5.04
5. Black Embrace – 3.38
6. Exile of the Sons of Uisliu – 3.43
7. The Lost Name of God – 5.32
8. The Pilgrimage – 4.39
9. Misery Path – 4.17
10. Sign from the North Side – 4.54
11. Vulgar Necrolatry – 4.21